# Tetrastichus moldovicus
Tetrastichus moldovicus är en stekelart som beskrevs av Kostjukov och Tuzlukova 2000. Tetrastichus moldovicus ingår i släktet Tetrastichus och familjen finglanssteklar.
Artens utbredningsområde är Moldavien. Inga underarter finns listade i Catalogue of Life.